# Camp de Morvedre
Camp de Morvedre (em castelhano: Campo de Murviedro) é uma comarca da Comunidade Valenciana, na Espanha. Está localizada ao norte da província de Valência, e sua capital é o município de Sagunto. Limita com as comarcas de Horta Nord, Alto Palancia, Plana Baixa e Camp del Túria, e também com o mar Mediterrâneo.

## Municípios
| Município              | População | Área   | Densidade |
| ---------------------- | --------- | ------ | --------- |
| Sagunto                | 64.944    | 132,36 | 490,66    |
| Canet d'En Berenguer   | 6.426     | 3,84   | 1.673,44  |
| Faura                  | 3.477     | 1,64   | 2.120,12  |
| Gilet                  | 3.314     | 11,28  | 293,79    |
| Benifairó de les Valls | 2.239     | 4,35   | 514,71    |
| Quartell               | 1.557     | 3,18   | 489,62    |
| Estivella              | 1.380     | 20,92  | 65,97     |
| Albalat dels Tarongers | 1.178     | 21,34  | 55,20     |
| Quart de les Valls     | 1.056     | 8,43   | 125,27    |
| Algimia de Alfara      | 1.048     | 14,45  | 72,53     |
| Petrés                 | 977       | 1,87   | 522,46    |
| Torres Torres          | 642       | 11,77  | 54,55     |
| Benavites              | 626       | 4,27   | 146,60    |
| Alfara de la Baronia   | 526       | 11,71  | 44,92     |
| Algar de Palancia      | 503       | 13,17  | 38,25     |
| Segart                 | 170       | 6,64   | 25,60     |